# Кровиана
Кровиа̀на (на италиански: Croviana) е село и община в Северна Италия, автономна провинция Тренто, автономен регион Трентино-Южен Тирол. Разположено е на 721 m надморска височина. Населението на общината е 692 души (към 2017 г.).